# چنگیز جوشکون
چنگیز جوشکون (انگلیسی: Cengiz Coşkun؛ زادهٔ ۲۹ آوریل ۱۹۸۲) بازیگر اهل ترکیه است. وی از سال ۲۰۰۲ میلادی تاکنون مشغول فعالیت بوده‌است.
از فیلم‌ها یا برنامه‌های تلویزیونی که وی در آن نقش داشته‌است می‌توان به فتح ۱۴۵۳، کوه، و قیام ارطغرل اشاره کرد.